# Vultee V-1
Die Vultee V-1 war ein einmotoriges Schnellverkehrs- und Geschäftsreiseflugzeug des US-amerikanischen Herstellers Airplane Development Corporation aus den 1930er-Jahren. Die Serienversion V-1A konnte zwei Piloten und bis zu acht Passagiere befördern. Von dem als Tiefdecker ausgelegtem Ganzmetallflugzeug wurden ein Prototyp, zwei Sondermodelle und 24 Serienmodelle hergestellt.

## Geschichte
1932 stellte der Flugzeugkonstrukteur Gerard Vultee den Entwurf eines neuartigen, ganz aus Metall gefertigten Schnellverkehrsflugzeugs vor. Nachdem er bei den Fluggesellschaften auf reges Interesse gestoßen war, gründete er die Airplane Development Company. Die Fertigung fand zunächst in Burbank statt, wurde aber später nach Glendale, ebenfalls in Kalifornien, verlegt.
Der Prototyp diente nach dem am 19. Februar 1933 durchgeführten Erstflug für umfangreiche Flugtests, die nach einem Jahr abgeschlossen waren. Die daraufhin vorgenommenen Änderungen umfassten einen breiteren und verlängerten Rumpf, eine größere Spannweite, den Einbau eines zweiten Pilotensitzes und eine Reihe kleinerer Verbesserungen. Im Juli 1934 erhielt das überarbeitete Modell V-1A seine Zulassung. Im gleichen Monat begann die Auslieferung von acht V-1A und dem Prototyp an American Airlines.
Mit dem Erscheinen der zweimotorigen und damit eine höhere Sicherheit versprechenden Modelle Boeing 247 und Douglas DC-2 verloren die Fluggesellschaften ihr Interesse an der V-1. Sie wurde in der Folgezeit an Geschäftsleute verkauft, die von ihrer hohen Geschwindigkeit beeindruckt waren. Eines dieser Flugzeuge stellte 1936 einen neuen Geschwindigkeitsrekord auf, als es die Strecke von New York bis in die Nähe von London in weniger als 19 Stunden bewältigte. Eine stärker motorisierte Sonderausführung entstand für den Verleger William Randolph Hearst als V-1AD. Dieses Flugzeug blieb als einziges erhalten und befindet sich heute im Virginia Aviation Museum.
Sechzehn Flugzeuge wurden an die beiden Parteien des Spanischen Bürgerkriegs verkauft und dienten nach ihrem Umbau als Bomber, Transporter und Aufklärer. Ein weiteres Modell mit der Bezeichnung V-1AS entstand 1936 im Auftrag der Sowjetunion und war als Wasserflugzeug mit Zwillingsschwimmern ausgelegt.

## Konstruktion
Die Außenhaut des Flugzeugs bestand aus einzelnen Streifen genieteten Aluminiumblechs, die bei Beschädigungen problemlos ausgetauscht werden konnten. Die V-1 verfügte über ein einziehbares Spornradfahrwerk. Als Antrieb diente ein Sternmotor Wright Cyclone mit einem Dreiblattpropeller. Die Leistung wurde durch die Verfügbarkeit neuer Motorvarianten von 560 kW bei den ersten Serienmodellen auf 735 kW bei der V-1AD gesteigert.
Der Prototyp verfügte über nur einen Pilotensitz. Auf Wunsch der Fluggesellschaften bekamen die Serienmodelle ein Zweimanncockpit. Die Kabine wies einen ovalen Querschnitt auf und war für acht Personen ausgelegt.

## Technische Daten

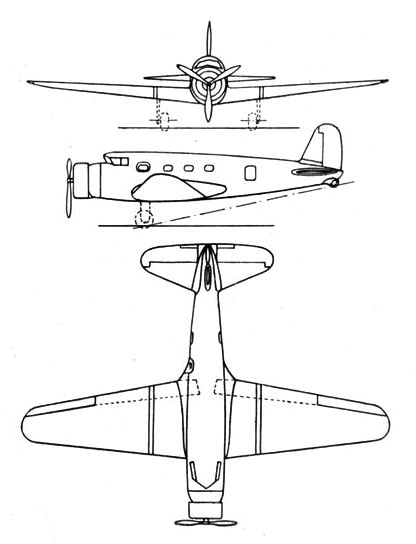
Dreiseitenansicht Vultee V-1A

| Kenngröße             | Vultee V-1A                                                   |
| --------------------- | ------------------------------------------------------------- |
| Besatzung             | 2                                                             |
| Passagiere            | 8                                                             |
| Länge                 | 11,30 m                                                       |
| Spannweite            | 15,20 m                                                       |
| Höhe                  | 3,10 m                                                        |
| Nutzlast              | 1410 kg                                                       |
| Leermasse             | 2440 kg                                                       |
| Startmasse            | 3850 kg                                                       |
| Reisegeschwindigkeit  | 330 km/h                                                      |
| Höchstgeschwindigkeit | 360 km/h                                                      |
| Dienstgipfelhöhe      | 6100 m                                                        |
| Reichweite            | 1900 km                                                       |
| Triebwerke            | ein 9-Zylinder-Sternmotor Wright Cyclone R-1820-F2 mit 560 kW |